# Заторське князівство
Заторське князівство (пол. Księstwo Zatorskie) або Заторське герцогство (нім. Herzogtum Zator) — одне з Сілезьких князівств, що існувало в 1445-1564 роках.

## Історія

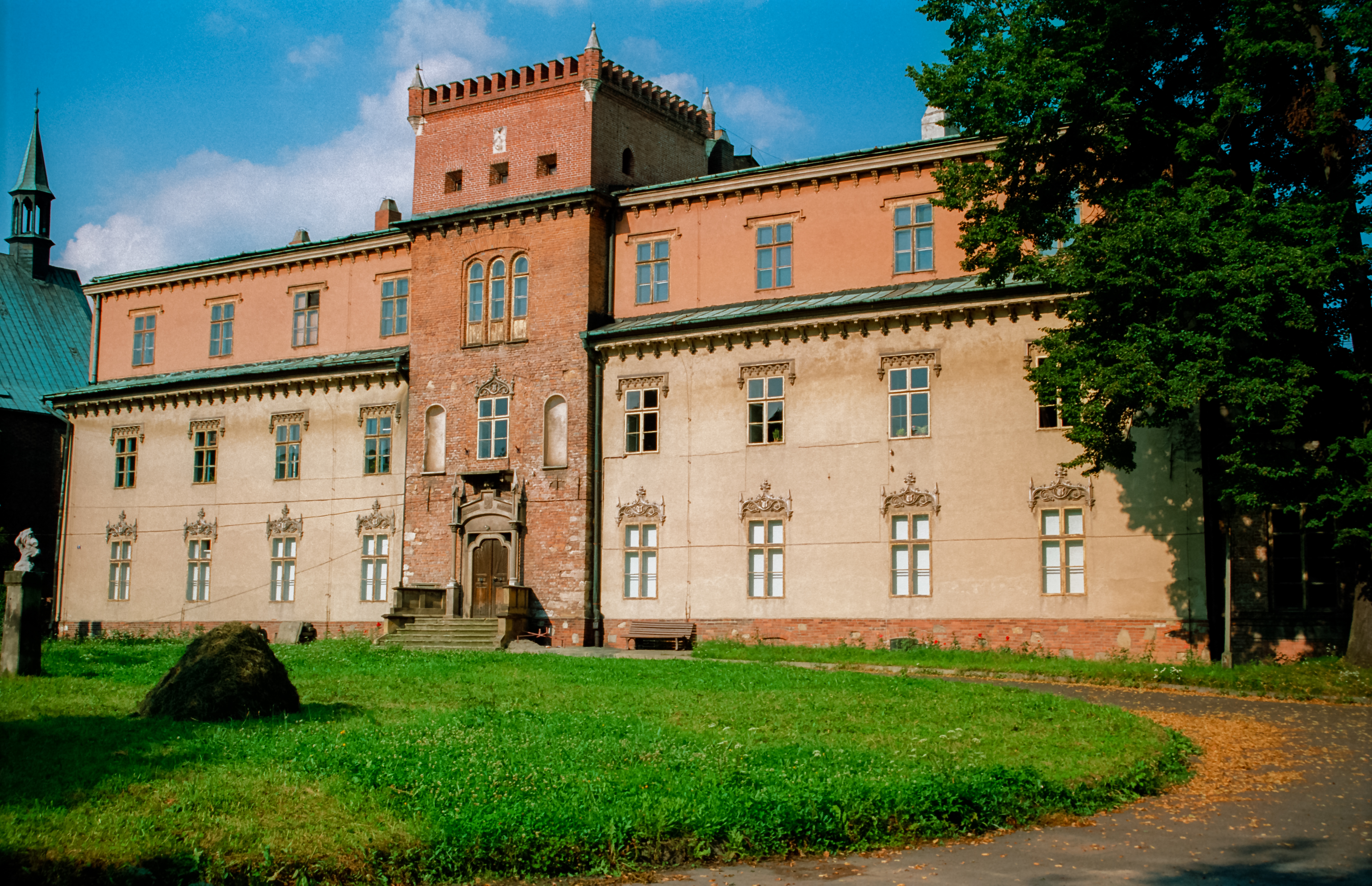
Заторський замок

Затор відокремився від Освенцимського князівства, коли після одинадцяти років спільного правління сини князя Казимира I у 1445 році остаточно поділили землі між собою, при цьому його старший син Вацлав отримав територію навколо міста Затор. Роздробленість герцогства продовжилася після смерті Вацлава в 1468 році, коли в 1474 році його сини Казимир II і Вацлав II, а також Ян V і Владислав знову розділили територію Затора на дві частини вздовж річки Скава.
Однак після смерті Казимира II у 1490 році обидві частини герцогства були возз'єднані, a в 1494 році Ян V, як останній брат, що залишився в живих, став його одноосібним правителем. Оскільки сам Ян не мав спадкоємців, він вирішив того ж року продати герцогство польському королю Яну I Ольбрахту за умови, що сам він залишиться герцогом до своєї смерті.
У 1513 році Яна було вбито, а Затор приєднався до складу Польщі. На генеральному сеймі 1564 року король Сигізмунд II Август видав привілеї про інкорпорацію Освенцимського та Заторського герцогств до складу Польської Корони у складі Сілезького повіту Краківського воєводства, хоча польські королі зберегли як герцогські титули, а назва герцогства збереглася у правових актах (проте воно не мало особливих привілеїв).
Після Першого поділу Польщі в 1772 році землі колишнього князівства увійшли до складу монархії Габсбургів. З 1818 по 1866 роки частина австрійської Галичини, Затор і Освенцим входили до Німецького союзу.
До 1918 року повний титул імператора Австрії включав, зокрема, титул герцог Заторський. Зі скасуванням Австро-Угорщини і заснуванням в 1918 році Другої польської республіки, цей титул також припинив своє існування.

## Заторські князі
Герцоги Заторські належали до Сілезької гілки династії П'ястів.
- 1434—1468 Вацлав I
- 1468—1490 рр. Казимир II, з 1474 р. співправитель зі своїм братом
  - 1468—1487 Вацлав II
- 1468—1494 Ян V, з 1474 співрегент разом із братом
  - 1468—1482 рр. Владислав, відійшов до Вадовиці
  - 1493—1503 Агнес, дочка, «герцогиня Вадовицька»

Напівофіційно з 1494 і офіційно з 1513 року князівство було частиною Королівства Польського

### Правителі, які претендували на титул герцога під час австрійського поділу Польщі
| Імператор     | Приєднався          | Помер               |
| Йосип II      | 1772 рік            | 20 лютого 1790 р    |
| Леопольд II   | 20 лютого 1790 р    | 1 березня 1792 р    |
| Франциск І    | 1 березня 1792 р    | 2 березня 1835 р    |
| Фердинанд І   | 2 березня 1835 р    | 2 грудня 1848 р     |
| Франц Йосип І | 2 грудня 1848 р     | 21 листопада 1916 р |
| Карл I        | 21 листопада 1916 р | 11 листопада 1918 р |